# Paciran (plaats)
Paciran is een bestuurslaag in het regentschap Lamongan van de provincie Oost-Java, Indonesië. Paciran telt 15.572 inwoners (volkstelling 2010).